# Schkortleben

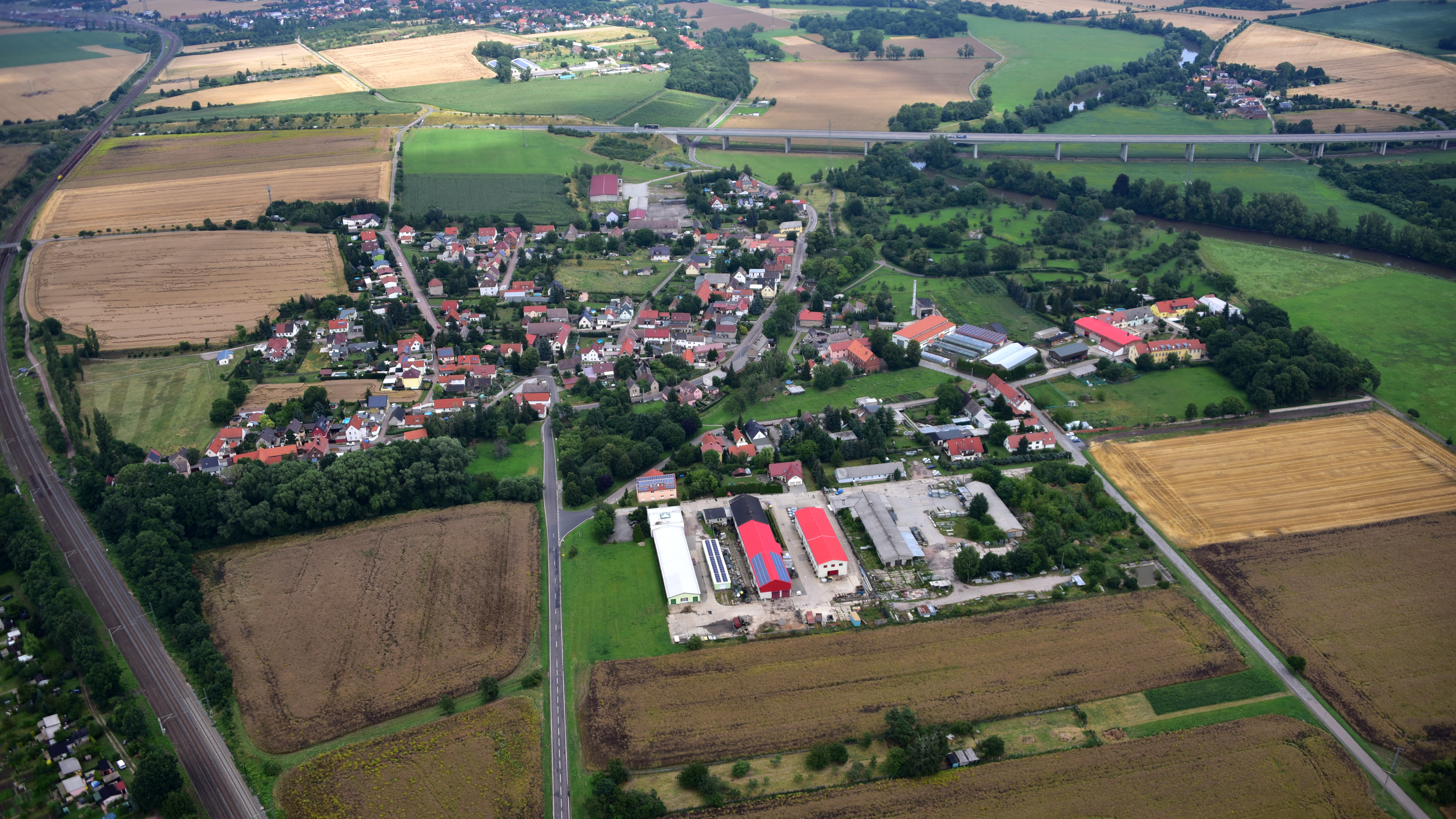
Schkortleben, Luftaufnahme (2017)

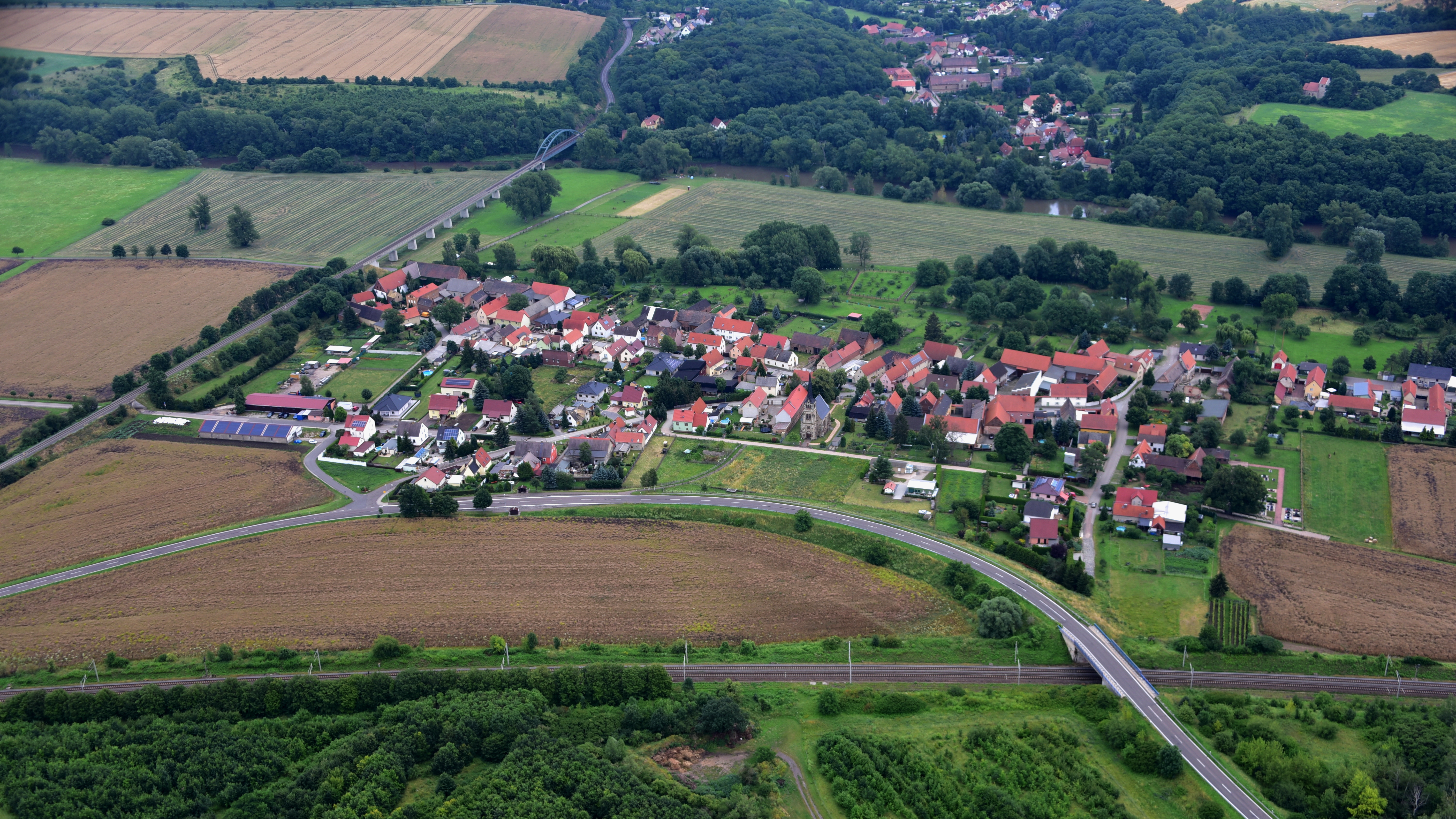
Kriechau, Luftaufnahme (2017)

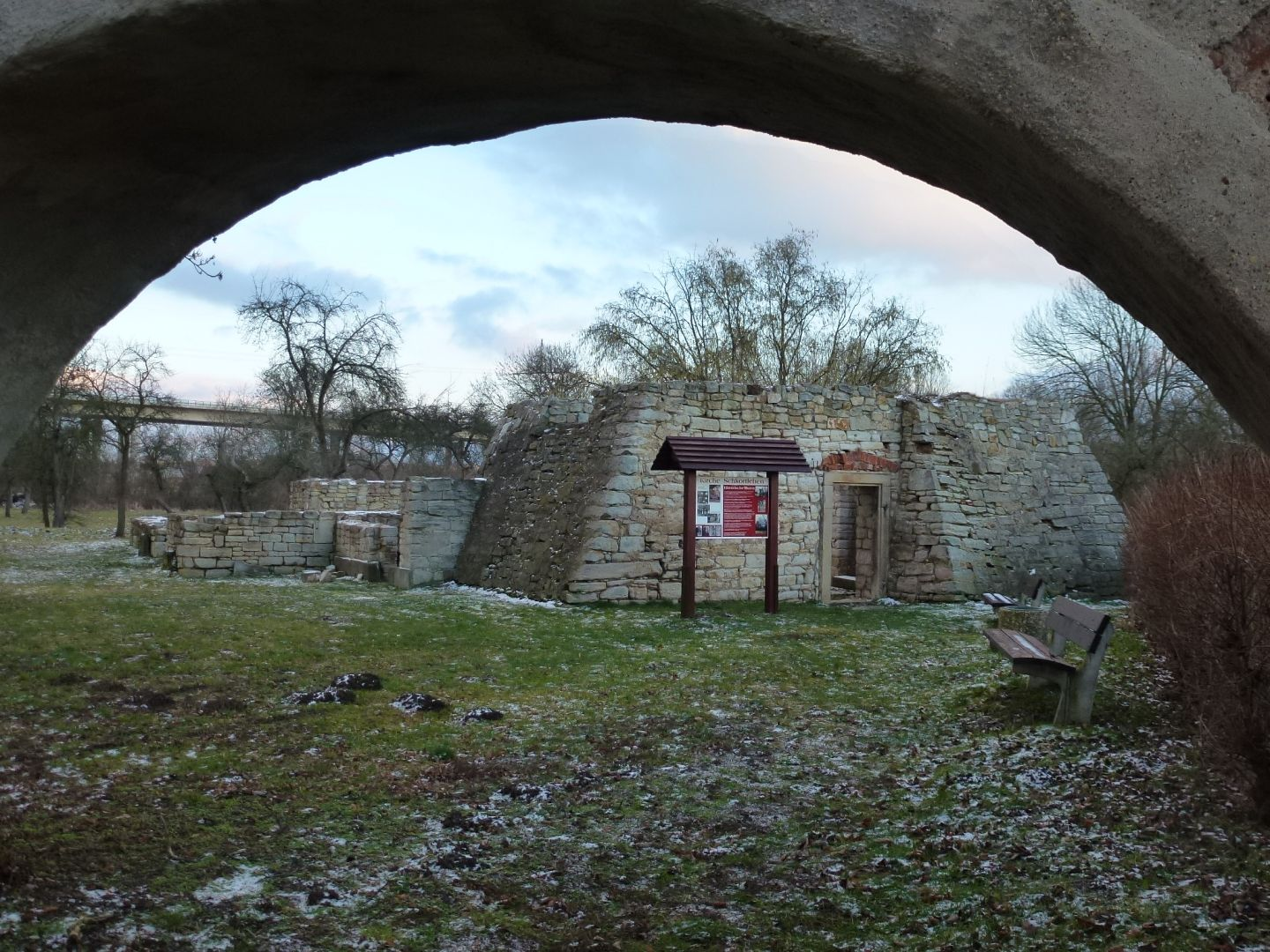
Ruine der Kirche, im Hintergrund die Saalebrücke der A 38

Schkortleben ist eine Ortschaft und ein Ortsteil der Stadt Weißenfels im Burgenlandkreis in Sachsen-Anhalt.

## Geografie
Schkortleben liegt nordöstlich von Weißenfels am linken Saaleufer. Auf der Gemarkung Schkortleben befindet sich zudem der Ortsteil Kriechau. Auf der anderen Saaleseite liegt die zu Lützen gehörige Ortschaft Oeglitzsch.

## Geschichte
Schon in vorgeschichtlicher Zeit war die Flur von Schkortleben besiedelt. Davon zeugen Bodenfunde aus dem Neolithikum, der Bronzezeit oder der Völkerwanderungszeit. Nach älterer Sagenüberlieferung soll König Heinrich I. im Jahre 933 vor der Ungarnschlacht bei Schkortleben gelagert haben. Erstmals wurde die Gemeinde um das Jahr 1300 im Zinsregisterfragment des Weißenfelser Klarissenklosters urkundlich als Zeurtelebe erwähnt. Später kommen Bezeichnungen wie Schorteleiben (1367), Scortleuben (1458) oder Sckortleuwenn (1532) vor. Ab 1750 setzt sich der Name Schkortleben durch, der als „kurz, abgeschnitten oder zerhauen“ gedeutet wird.
Wahrscheinlich in der zweiten Hälfte des 13. Jh. erfolgte der Bau einer Kirche. Im Jahre 2000 wurde diese aufgrund ihrer Baufälligkeit abgerissen. Im Dorf befand sich ein Rittergut, das unter anderen der Familien von Biesenrodt (17. Jh.), von Breitenbauch (18. Jh.) und Scharf von Gauerstaedt (1830–1913) gehörte.
Während des Dreißigjährigen Krieges starben fast drei Viertel der Einwohner an Hunger, der Pest und den Drangsalen der durchziehenden Soldaten. Im Siebenjährigen Krieg (1756–1763) und während der Befreiungskriege begann erneut eine schwere Zeit für die Bevölkerung. Durchziehende Truppen plünderten den Ort und nahmen alles Essbare mit. Im Ersten Weltkrieg 1914–1918 hatte Schkortleben 16 Gefallene und 4 Vermisste, im Zweiten Weltkrieg 1939–1945 18 Gefallene zu beklagen.
1843 hatte Schkortleben 292 Einwohner. Am 1. September 2010 wurde Schkortleben nach Weißenfels eingemeindet.
In der Nachbarschaft befindet sich die mittelalterliche Wüstung Sahla.

## Politik
Die bis zu ihrer Zwangseingemeindung im Jahr 2010 selbständige Gemeinde Schkortleben ist heute ein Ortsteil sowie eine Ortschaft der Stadt Weißenfels im Sinne des § 86 GO LSA. Sie verfügt damit über einen Ortschaftsrat und einen Ortsbürgermeister.

### Ortschaftsrat
Der Ortschaftsrat besteht aus zehn gewählten Ortschaftsräten. Der Ortsbürgermeister gehört dem Ortschaftsrat ex officio an und hat den Vorsitz inne.

### Ortsbürgermeister
Ortsbürgermeister ist seit der Zwangseingemeindung 2010 Helmut Kühn. Er gehört ebenfalls dem Stadtrat der Stadt Weißenfels an und ist dort Mitglied der Fraktion „Landgemeinden“.

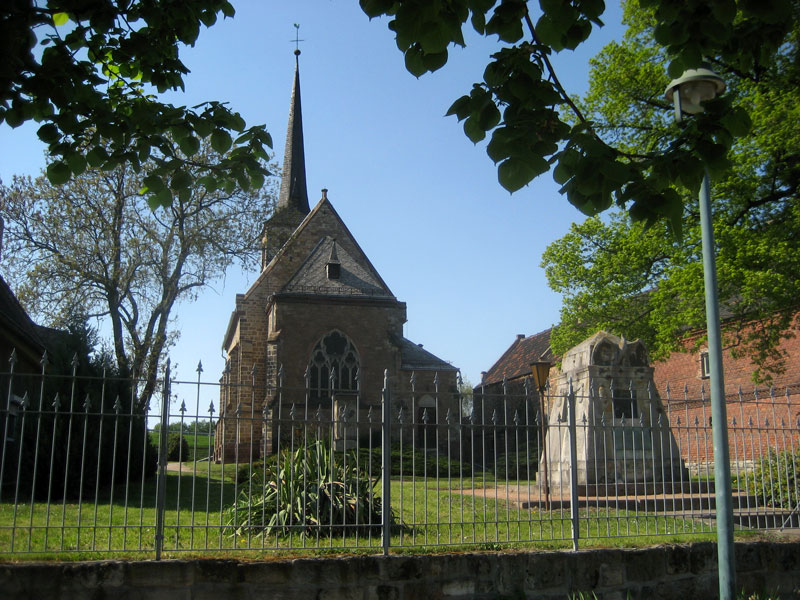
Dorfkirche Kriechau

## Kultur und Sehenswürdigkeiten

### Bauwerke
- Die Dorfkirche in Kriechau, ein einschiffiger neugotischer Bruchsteinbau mit schlankem Turm und Spitzhelm
- Ruine der Kirche von Schkortleben, von 2000 bis 2003 zerstört.[7]

### Weinanbau
Burgwerben und Kriechau sind nördliche Ausläufer der Saale-Unstrut-Region.

### Regelmäßige Veranstaltungen
Der 1. Schkortlebener Traditionsclub veranstaltet jedes Jahr das Pfingstfest mit Pfingstbier im Festzelt, Musik, Tanz und Unterhaltung.

## Verkehr

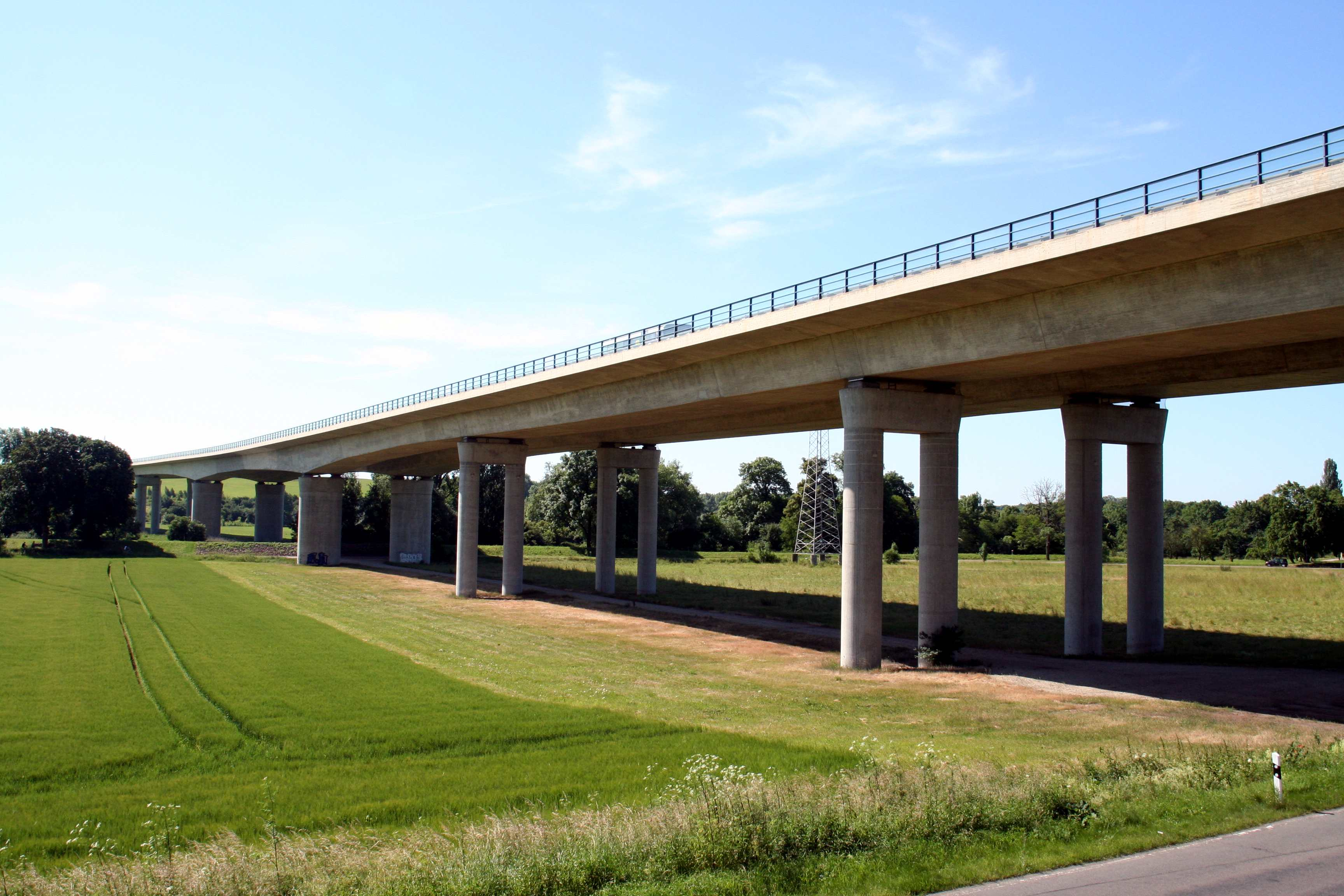
Bei Schkortleben überquert die A 38 die Saale

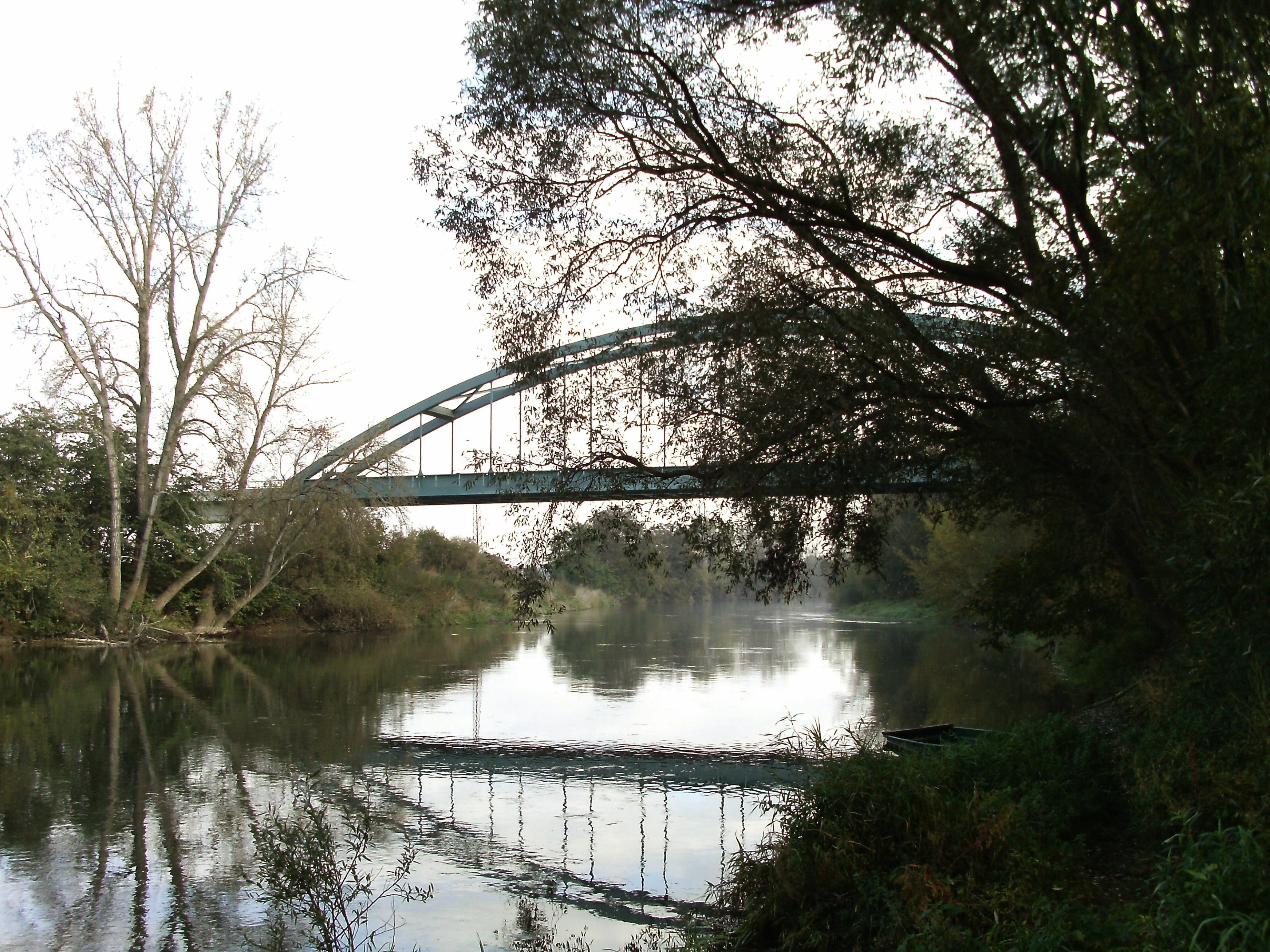
Eisenbahnbrücke über die Saale

In unmittelbarer Nähe des Ortes verlaufen die Bundesstraße 91, die von Weißenfels nach Merseburg führt, die Bundesautobahn 38 und die Thüringer Stammbahn (Halle (Saale)–Bebra).
Dort zweigt die Bahnstrecke Großkorbetha–Deuben ab, auf der seit 1999 nur noch Kohlezüge zwischen Wählitz (kurz vor Hohenmölsen) und Großkorbetha verkehren.